# UFC 304
 UFC 304: Edwards vs. Muhammad 2   è stato un evento di arti marziali miste tenuto dalla Ultimate Fighting Championship il 27 luglio 2024 al Co-op Live di Manchester, in Inghilterra.

## Risultati
|                                        | Divisione             |                    |                 |                        | Metodo                                      | Round           | Tempo           | Premio          |
| Card Principale                        | Card Principale       | Card Principale    | Card Principale | Card Principale        | Card Principale                             | Card Principale | Card Principale | Card Principale |
| -------------------------------------- | --------------------- | ------------------ | --------------- | ---------------------- | ------------------------------------------- | --------------- | --------------- | --------------- |
| Sfida valida per il titolo di campione | Pesi welter           | Belal Muhammad     | batte           | Leon Edwards (c)       | Decisione unanime (48–47, 48–47, 49–46)     | 5               | 5:00            |                 |
| Sfida valida per il titolo di campione | Pesi massimi          | Tom Aspinall (ic)  | batte           | Curtis Blaydes         | KO (pugni)                                  | 1               | 1:00            | POTN            |
|                                        | Pesi leggeri          | Paddy Pimblett     | batte           | Bobby Green            | Sottomissione tecnica (triangle choke)      | 1               | 3:22            | POTN            |
|                                        | Pesi medi             | Gregory Rodrigues  | batte           | Christian Leroy Duncan | Decisione unanime (30–27, 30–27, 30–27)     | 3               | 5:00            |                 |
|                                        | Pesi piuma            | Arnold Allen       | batte           | Giga Chikadze          | Decisione unanime (29–28, 29–28, 29–28)     | 3               | 5:00            |                 |
| Card Preliminare                       |                       |                    |                 |                        |                                             |                 |                 |                 |
|                                        | Pesi piuma            | Nathaniel Wood     | batte           | Daniel Pineda          | Decisione unanime (29–27, 29–27, 29–28)     | 3               | 5:00            |                 |
|                                        | Pesi paglia femminili | Bruna Brasil       | batte           | Molly McCann           | Decisione unanime (30–27, 30–27, 29–28)     | 3               | 5:00            |                 |
|                                        | Catchweight (137 lbs) | Jake Hadley        | batte           | Caolán Loughran        | Decisione unanime (30–27, 30–27, 29–28)     | 3               | 5:00            |                 |
|                                        | Pesi mosca            | Muhammad Mokaev    | batte           | Manel Kape             | Decisione unanime (29–28, 29–28, 30–27)     | 3               | 5:00            |                 |
|                                        | Pesi welter           | Oban Elliott       | batte           | Preston Parsons        | Decisione unanime (29–28, 30–27, 30–27)     | 3               | 5:00            |                 |
|                                        | Pesi mediomassimi     | Modestas Bukauskas | batte           | Marcin Prachnio        | Sottomissione (arm-triangle choke)          | 3               | 3:12            |                 |
|                                        | Pesi welter           | Sam Patterson      | batte           | Kiefer Crosbie         | Sottomissione (arm-triangle choke)          | 1               | 2:50            |                 |
|                                        | Pesi massimi          | Mick Parkin        | batte           | Łukasz Brzeski         | KO (pugni)                                  | 1               | 3:23            | POTN            |
|                                        | Pesi paglia femminili | Shauna Bannon      | batte           | Alice Ardelean         | Decisione non unanime (28–29, 29–28, 30–27) | 3               | 5:00            |                 |

## Premi
I lottatori premiati ricevettero un bonus di 100.000 dollari.
Legenda:
- FOTN: Fight of the Night (vengono premiati entrambi gli atleti per il miglior incontro dell'evento)
- POTN: Performance of the Night (viene premiato il vincitore per la migliore performance dell'evento)